# Route départementale 115 (Haïti)
Pour les articles homonymes, voir Route départementale 115.
La route départementale 115, ou RD 115, est une route départementale d'Haïti, reliant Cabaret à La Chapelle.

## Présentation
La route 115 commence à la route nationale 1 à Cabaret , juste au nord de l'endroit où cette route traverse la rivière Bretelle. 
Le tracé s'étend vers le nord-est, traversant la rivière Torcelle qu'elle longe jusqu'à Cazale et Fond-Blanc avant de commencer à gravir la montagne. 
La route continue en altitude sur plusieurs kilomètres avant de tourner vers l'est en direction des villages de Morne Marchand, de Montagne Terrible, puis où elle tourne vers le sud pour traverser le village de Leroy , avant d'entrer dans la commune de La Chapelle pour se terminer à l'intersection avec la RD 101.

## Tracé
- Cabaret
- Rivière Bretelle
- Rivière Torcelle
- Montagne Terrible
- La Chapelle